# ジェネシス・リヴィジテッド
『ジェネシス・リヴィジテッド』（Genesis Revisited）は、イギリスのギタリスト、スティーヴ・ハケットが1996年に発表したアルバム。ハケットがかつて在籍していたバンド、ジェネシスの曲の再録音を中心とした内容である。

## 背景
本作が初出となった曲のうち「ヴァレー・オブ・ザ・キングス」は、ハケット自身が見た夢にインスパイアされた曲である。また、「デジャ・ヴュー」はピーター・ガブリエルが1973年に作った未発表曲に手を加えたもので、「ウェイティング・ルーム・オンリー」は、ジェネシスのアルバム『眩惑のブロードウェイ』（1974年）からの曲「ザ・ウェイティング・ルーム」を意識して作られた。

## 反響・評価
ハケットの母国イギリスでは、1997年10月4日付の全英アルバムチャートで95位を記録し、ハケットのアルバムとしては13年ぶりに全英トップ100入りを果たした。ゲイリー・ヒルはオールミュージックにおいて5点満点中3点を付け「何曲かは極めてオリジナルに忠実だが、何曲かはオリジナルから大きく発展しており、素晴らしいものもあれば大して印象的でないものもある。概して言えば、昔のジェネシスのファンを満足させる、興味深い作品である」と評している。

## 収録曲
特記なき楽曲はスティーヴ・ハケット、ピーター・ガブリエル、トニー・バンクス、マイク・ラザフォード、フィル・コリンズの共作。
1. ウォッチャー・オブ・ザ・スカイズ - "Watcher of the Skies" - 8:40
2. ダンス・オン・ア・ヴォルケイノ - "Dance on a Volcano" (Steve Hackett, Tony Banks, Mike Rutherford, Phil Collins) - 7:28
3. ヴァレー・オブ・ザ・キングス - "Valley of the Kings" (S. Hackett, Jerry Peal) - 6:29
4. デジャ・ヴュー - "Déjà Vu" (S. Hackett, Peter Gabriel) - 5:53
5. ファース・オブ・フィフス - "Firth of Fifth" - 9:39
6. 今いない友のために - "For Absent Friends" - 3:02
7. ユア・オウン・スペシャル・ウェイ - "Your Own Special Way" (M. Rutherford) - 4:18
8. サルマシスの泉 - "Fountain of Salmacis" - 9:53
9. ウェイティング・ルーム・オンリー - "Waiting Room Only" (S. Hackett, Roger King) - 6:53
10. アイ・ノウ・ホワット・アイ・ライク - "I Know What I Like" - 5:37
11. ロス・エンドス - "Los Endos" (S. Hackett, T. Banks, M. Rutherford, P. Collins) - 8:51

### 日本初回盤(PHCR-1454)
1. "Watcher of the Skies"
2. "Your Own Special Way" (M. Rutherford)
3. "Dance on a Volcano" (S. Hackett, T. Banks, M. Rutherford, P. Collins)
4. "Valley of the Kings" (S. Hackett, J. Peal)
5. "Déjà Vu" (S. Hackett, P. Gabriel)
6. "Riding the Colossus" (S. Hackett)
7. "For Absent Friends"
8. "Fountain of Salmacis"
9. "Waiting Room Only" (S. Hackett, R. King)
10. "I Know What I Like"
11. "Firth of Fifth"

## 参加ミュージシャン
- スティーヴ・ハケット - ギター、ボーカル、ハーモニカ、パーカッション
- ジョン・ウェットン - ボーカル (on "Watcher of the Skies", "Firth of Fifth")、ベース (on "Firth of Fifth")
- ポール・キャラック - ボーカル (on "Déjà Vu", "Your Own Special Way")
- コリン・ブランストーン（英語版） - ボーカル (on "For Absent Friends")
- ジュリアン・コルベック - キーボード (on "Watcher of the Skies", "Dance on a Volcano", "Fountain of Salmacis")
- ニック・マグナス - キーボード、プログラミング (on "Valley of the Kings")
- ジェリー・ピール - キーボード、プログラミング (on "Valley of the Kings")
- ロジャー・キング - キーボード (on "Déjà Vu", "Waiting Room Only", "Los Endos")、プログラミング (on "Watcher of the Skies", "Déjà Vu", "Firth of Fifth", "Fountain of Salmacis", "Waiting Room Only", "Los Endos")、ヴィブラフォン (on "I Know What I Like")
- ベン・フェナー - キーボード (on "Firth of Fifth")、プログラミング (on "Watcher of the Skies", "Firth of Fifth", "Fountain of Salmacis")
- アロン・フリードマン - キーボード (on "Your Own Special Way")、ピアノ (on "I Know What I Like")
- トニー・レヴィン - ベース (on "Watcher of the Skies")
- アルフォンソ・ジョンソン - ベース (on "Dance on a Volcano", "Fountain of Salmacis")
- ピノ・パラディーノ - ベース (on "Déjà Vu", "Los Endos")
- ビル・ブルーフォード - ドラムス (on "Watcher of the Skies", "Firth of Fifth")、パーカッション (on "Firth of Fifth")
- チェスター・トンプソン - ドラムス (on "Dance on a Volcano", "Fountain of Salmacis", "Los Endos")
- ヒューゴ・デーゲンハルト - ドラムス (on "Valley of the Kings", "Déjà Vu", "Waiting Room Only", "Los Endos")
- Tarquin Bombast - ドラムス (on "I Know What I Like")
- ウィツ・ベイツ - サクソフォーン (on "Dance on a Volcano", "Waiting Room Only", "I Know What I Like")
- ジョン・ハケット - フルート (on "Fountain of Salmacis")
- イアン・マクドナルド - サクソフォーン、フルート (on "Los Endos")
- The Sanchez/Montoya Chorale - クワイア (on "Déjà Vu", "Waiting Room Only")
- Jeanne Downs、Richard MacPhail、Richard Wayler - バッキング・ボーカル (on "Your Own Special Way")